# Rákóczi

Rakoczi family CoA

Os Rákóczi (ortografia antiga Rákóczy) pertenciam a uma família de nobres no Reino da Hungria entre os séculos XIII e XVIII. Seus nomes também são escritos Rakoczi e Rakoczy em algumas fontes de pesquisa estrangeiras (inglês).
Provavelmente o membro mais famoso da família terá sido Francisco II (Ferenc) (1676-1735) que foi eleito Príncipe Governante da Transilvânia 1703-1711 e comandou uma guerra anti-Habsburgo naquele tempo.
Outros membros notáveis são:
- Sigismundo Rákóczi (Zsigmond)- eleito Príncipe da Transilvânia 1607-1608
- Jorge I Rákóczi (György) - eleito Príncipe da Transilvânia 1630-1648
- Jorge II Rákóczi (György) - Príncipe da Transilvânia 1648-1657

A Marcha Rákóczi composta por um anônimo se refere a eles.